# Beiträge zur Altertumskunde
Die Beiträge zur Altertumskunde (BzA) sind eine Fachbuchreihe auf dem Gebiet der Klassischen Altertumswissenschaften.
Die seit 2006 bei De Gruyter und zuvor im K. G. Saur Verlag erscheinende Reihe wurde 1990 beim Verlag B. G. Teubner begründet. Sie zeichnet sich durch eine besonders reiche Publikationsfülle aus, bis Ende 2020 sind 390 Bände erschienen. In der Reihe werden in erster Linie Dissertationen aus dem Bereich der Klassischen Philologie und der Alten Geschichte, aber auch Ausgaben der Werke antiker, spätantiker und neulateinischer Autoren, Festschriften, Kongressbände und sonstige Monographien veröffentlicht. Im Allgemeinen ist die Publikationssprache deutsch, doch gibt es auch Bände in englischer und italienischer Sprache. Als Herausgeberinnen und Herausgeber der Reihe fungieren derzeit Susanne Daub, Michael Erler, Dorothee Gall, Ludwig Koenen und Clemens Zintzen.
Viele bedeutende Fachwissenschaftler haben in der Reihe veröffentlicht, unter anderem Carl Joachim Classen, Kurt Latte, Dieter Timpe, Jürgen von Ungern-Sternberg oder Martin L. West.